# Saint-Vincent-de-Barbeyrargues
 Saint-Vincent-de-Barbeyrargues  es una población y comuna francesa, situada en la región de Occitania, departamento de Hérault, en el distrito de Lodève y cantón de Saint-Gély-du-Fesc.

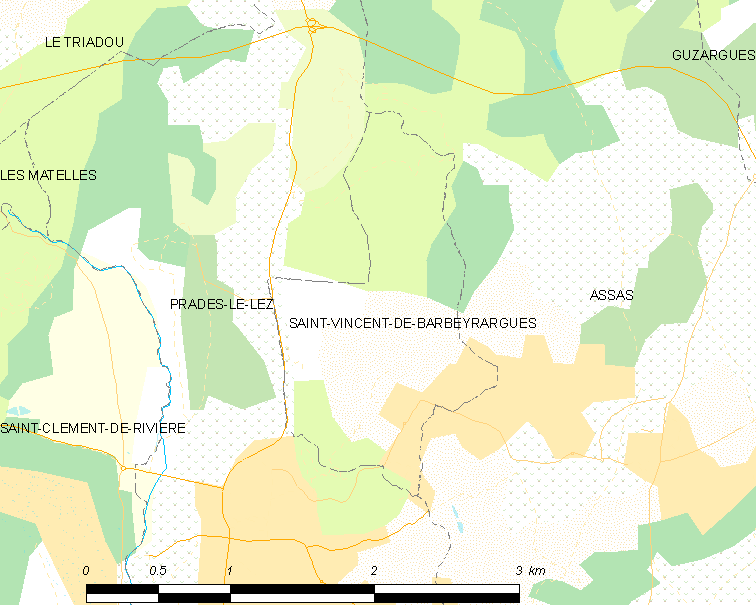
Mapa

## Demografía
| 125 | 164 | 261 | 368 | 457 | 567 | 655 |
| Para los censos de 1962 a 1999 la población legal corresponde a la población sin duplicidades (Fuente: INSEE [Consultar]) |     |     |     |     |     |     |